# City Life (Computerspiel)
City Life ist ein 2006 veröffentlichtes Aufbauspiel des französischen Entwicklers Monte Cristo. In der Rolle des Bürgermeisters muss der Spieler dafür sorgen, dass seine Stadt wächst und sich neben einem tragfähigen Wirtschaftsgefüge auch eine intakte Sozialstruktur entwickelt. Die Sozialstruktur ist dabei durch sechs verschiedene Bevölkerungsgruppen und ihre Beziehungen zueinander modelliert.

## Spielprinzip

### Bevölkerungsgruppen
In City Life gibt es folgende Bevölkerungsgruppen: Reiche, Schlipsträger, Trendsetter, Arbeiter, Hippies und Tagelöhner.
Die Bürger wohnen am liebsten mit Angehörigen ihrer eigenen Bevölkerungsgruppe oder befreundeten Bevölkerungsgruppen zusammen. Der einfachste Bewohner, der Tagelöhner, der die kleinsten Bedürfnisse hat, kann sich zum Hippie oder Arbeiter weiterentwickeln. Daher ist er mit den Hippies und den Arbeitern befreundet. Ein Hippie entwickelt sich zum Trendsetter; daher ist er, wie schon gesagt, mit den Tagelöhnern und den Trendsettern befreundet. Der Arbeiter wird einmal ein Schlipsträger, weswegen er mit ihm und den Tagelöhnern befreundet ist. Trendsetter und Schlipsträger entwickeln sich beide zu den Reichen, deswegen mögen sie die Reichen sowie die Hippies bzw. die Arbeiter. So wird aus einem Tagelöhner einmal ein Reicher mit allen erdenklichen Bedürfnissen. Streit ist natürlich ein Problem, da z. B. die Tagelöhner und Reichen sich verfeindet gegenüberstehen.
Um Zusammenstöße verfeindeter Bevölkerungsgruppen zu vermeiden, sollten Pufferzonen zwischen den Stadtteilen eingerichtet werden.
Jede Bevölkerungsgruppe trägt auf ihre Weise zum Wohl der Stadt bei und ist somit unentbehrlich.

### Bedürfnisse
Die Bevölkerungsgruppen besitzen acht Bedürfnisse: Arbeit, Nahrungsmittel, Gesundheit, Bildung, Sicherheit, Freizeit, Umfeld und Nachbarschaftsqualität. Die Tagelöhner können sich keine Dienstleistungen leisten und sind anspruchslos, während die Arbeiter und Hippies bei Grundbedürfnissen (Versorgung, Gesundheit und Arbeit) anspruchsvoll sind. Die Trendsetter und Schlipsträger verlangen neben den Grundbedürfnissen vor allem Zugang zu Bildung und Sicherheit, während die Reichen Zugang zu sämtlichen Dienstleistungen erwarten. Die Bevölkerungsgruppen mit mittlerem und niedrigem Einkommen (Tagelöhner, Arbeiter und Hippie) werden anspruchsvoller, wenn die Stadt größer wird. Arbeiter und Hippies verlangen mit der Zeit sogar Zugang zu qualitativ hochwertigen Dienstleistungen.

### Gebäude
- Wohnhäuser: Unterkünfte der Bürger
- Straßen und Brücken: Sind notwendig um Stadtgebiete und Gebäude untereinander zu verbinden und für alle Bewohner zugänglich zu machen.
- Städtische Einrichtungen: Bieten den Bürgern die Möglichkeit ihre Grundbedürfnisse (medizinische Versorgung, Sicherheit, Bildung, …) zu befriedigen.
- Freizeiteinrichtungen: Diese Gebäude bringen der Stadtkasse Geld ein und unterhalten die Bürger.
- Private Unternehmen: Bieten den Bürgern Arbeitsplätze und stellen für die Stadt eine ergiebige Geldquelle dar.
- Energie und Abfallentsorgung: Liefern der Stadt Energie und entsorgen den anfallenden Müll.

### Hauptaufgaben
Ziel des Spiels ist es, eine blühende Stadt zu errichten in der alle Bevölkerungsgruppen friedlich zusammenleben, und deren Bedürfnisse zu stillen. Die Hauptaufgaben bestehen darin, mit der Geldsumme, die dem Spieler anfänglich zur Verfügung steht, eine Stadt in einer selbst gewählten Umgebung zu gründen.
Außerdem muss der Spieler dafür sorgen, dass die Einwohnerzahl der Stadt steigt, um die Stadtkasse zu füllen.

## Besonderheiten
Der Spieler hat die Möglichkeit seine eigene Stadt in der Egoperspektive zu durchwandern und zwischen vier verschiedenen Tages- und Nachtzeiten zu wählen.

## Rezeption
Die österreichische Bundesstelle für Positivprädikatisierung von Computer- und Konsolenspielen beschrieb City Life als „ein sehr gutes Spiel, das ein großes Freiheitsgefühl“ vermittele. Der Spieler lerne, „sich in einem abgeschlossenen System zu orientieren und es durch eigene Handlungen zu beeinflussen“. Die Zeitschrift Bild der Wissenschaft betitelte City Life als „ein Spiel, bei dem sich viel über Stadtentwicklung, aber auch über das komplexe Geflecht der Gesellschaft lernen“ lasse. Die Hannoversche Allgemeine Zeitung sah „einen würdigen Konkurrenten zu «SimCity»“. Die Stuttgarter Zeitung lobte den Einfluss der Bevölkerung in dem Spielprinzip, was „nach all den Simulationen der letzten Jahre ein Geniestreich“ gewesen sei. Die Computerspiel-Fachpresse stellte hauptsächlich die Grafik des Spiels in den Vordergrund: „tolle Grafik“ (PC PowerPlay), „Prachtgrafik“ (PC Action), „wunderschöne 3D-Grafik“ (PC Games).

## Nachfolger
Der offizielle Nachfolger von City Life ist Cities XL, der am 8. Oktober 2009 erschienen ist und einen Online-Spielmodus bereithielt. Dieser wurde später eingestellt. Seit 14. Oktober 2010 ist nun Cities XL 2011 im Handel. Obwohl beide Spiele eher schlecht ankamen, wurde am 21. Oktober 2011 Cities XL 2012 veröffentlicht. Am 5. Februar 2015 erschien ein weiterer Nachfolger mit dem Titel Cities XXL.